# Fürstenwalde
Fürstenwalde (en allemand : Fürstenwalde/Spree) est une ville d'Allemagne située dans l'Est du Land de Brandebourg, dans l'arrondissement d'Oder-Spree.

## Géographie
Fürstenwalde est située sur la rive droite de la rivière Sprée. Le centre-ville se trouve à environ 50 kilomètres à l'est de Berlin et à 30 kilomètres à l'ouest de Francfort-sur-l'Oder. Parmi les villes voisines, il y a Müncheberg à 20 kilomètres au nord, Beeskow à 25 kilomètres au sud, et Storkow à 14 kilomètres au sud-ouest.
Fürstenwalde est située le long de routes importantes : la ligne ferroviaire de Berlin à Wrocław et l'autoroute A12, une partie de la route européenne 30, qui relie Berlin à Francfort et à la frontière polonaise le long du fleuve Oder.

## Histoire
| Appartenances historiques Marche de Brandebourg 1249-1806 Royaume de Prusse (Province de Brandebourg) 1806–1918 République de Weimar 1918–1933 Reich allemand 1933–1945 Allemagne occupée 1945–1949 République démocratique allemande 1949–1990 Allemagne 1990–présent |

Il est probable que le lieu de Sousoudata (Σουσουδάτα), mentionné dans la Géographie de  Ptolémée vers l'an 150, se réfère au territoire de l'actuelle Fürstenwalde. 

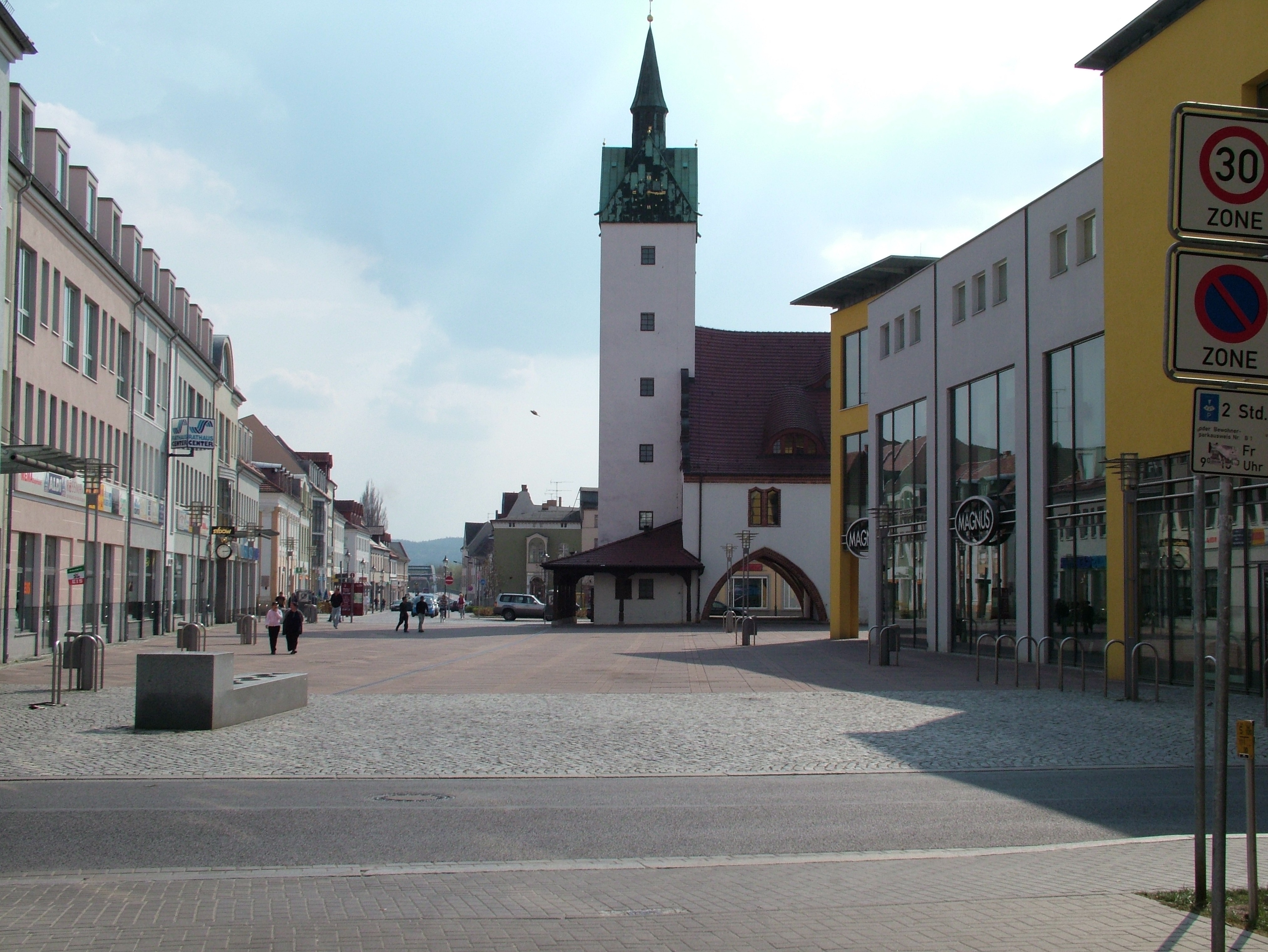
La mairie et le centre-ville piétonnier.

Située dans la marche de Brandebourg médiévale, la ville a été fondée au cours de la colonisation germanique au XIIIe siècle. Initialement une partie du pays de Lebus (Lubusz), à l'extrémité ouest de la Grande-Pologne, les domaines au nord-est de la Sprée ont été acquis par les margraves Jean Ier et Othon III de Brandebourg vers l'an 1249. Le nom de Furstenwalde est mentionnée pour la première fois dans un acte de l'an 1272 ; il remonte aux souverains de Brandebourg de la maison d'Ascanie portant le titre des princes (Fürsten) du Saint-Empire. La cité occupait une position stratégique sur la liaison entre la Sprée et l'Oder et les habitants avaient le droit d'étape obligeant les commerçants itinérants d'entreposer dans leur ville et de présenter leurs marchandises à la vente sur le marché.
Par le traité de Fürstenwalde, signé le 18 août 1373, la marche de Brandebourg passa sous la domination de l'empereur Charles IV de la maison de Luxembourg. Entrant au margraviat, les troupes de Charles ont détruit la résidence des évêques de Lebus, qui, suffragants des archevêques de Gniezno, depuis plus de cent ans continuaient de défendre les intérêts des souverains du royaume de Pologne à l'est. En conséquence, Fürstenwalde est devenue le siège officiel de l'évêché et l'église paroissiale (Église de la Vierge Marie) est devenue une cathédrale. Elle fut dévastée par les hussites en 1432 et remise en état après. L'évêché a été sécularisé au cours de la Réforme protestante à la mort du dernier évêque Jean VIII de Lebus en 1555. Deux ans plus tard, l'électeur Joachim II Hector de Brandebourg et son frère Jean de Küstrin concélébraient le premier culte luthérien à la cathédrale de Fürstenwalde. En 1598, l'évêché fut complètement démantelé à l'ascension de l'électeur Joachim III Frédéric.
Fürstenwalde est restée une ville d'importance : pendant les années de peste au XVIIe siècle le siège de l'université brandebourgeoise de Francfort (Viadrina) a temporairement été transféré dans la cité. La gare de Fürstenwalde sur la ligne ferroviaire de Berlin à Breslau en Silésie fut inaugurée le 23 octobre 1842.
La ville fut une cité de garnisons pour les Ulhans lors des guerres napoléoniennes ainsi que pour les troupes du Groupe des forces soviétiques en Allemagne du Pacte de varsovie jusqu'en 1994. Les services secrets soviétiques du NKVD y possédaient le camp d'internement de Ketschendorf, aussi appelé camp spécial no 5.

## Démographie
- Développement de la population dans les limites actuelles. -- Ligne bleue: Population; Ligne pointillé: Comparaison avec le développement de Brandebourg -- Fond gris: Période du régime nazie; Fond rouge: Période du régime communiste
- Évolution recente (ligne bleue) et prévisions sur l'effectif de résidents

| Année | Population |
| ----- | ---------- |
| 1875  | 11 929     |
| 1890  | 15 783     |
| 1910  | 26 286     |
| 1925  | 28 369     |
| 1933  | 32 081     |
| 1939  | 35 842     |
| 1946  | 28 993     |
| 1950  | 30 815     |
| 1964  | 30 849     |
| 1971  | 31 296     |

| Année | Population |
| ----- | ---------- |
| 1981  | 35 566     |
| 1985  | 35 443     |
| 1989  | 36 083     |
| 1990  | 35 214     |
| 1991  | 34 572     |
| 1992  | 34 350     |
| 1993  | 33 984     |
| 1994  | 33 539     |
| 1995  | 33 628     |
| 1996  | 33 823     |

| Année | Population |
| ----- | ---------- |
| 1997  | 34 085     |
| 1998  | 34 157     |
| 1999  | 34 167     |
| 2000  | 34 044     |
| 2001  | 33 981     |
| 2002  | 33 726     |
| 2003  | 33 639     |
| 2004  | 33 374     |
| 2005  | 33 336     |
| 2006  | 33 121     |

| Année | Population |
| ----- | ---------- |
| 2007  | 33 104     |
| 2008  | 32 867     |
| 2009  | 32 576     |
| 2010  | 32 468     |
| 2011  | 30 910     |
| 2012  | 30 885     |
| 2013  | 30 967     |
| 2014  | 31 236     |
| 2015  | 31 741     |
| 2016  | 32 025     |

| Année | Population |
| ----- | ---------- |
| 2017  | 32 098     |
| 2018  | 31 941     |
| 2019  | 31 965     |
| 2020  | 31 992     |

## Patrimoine
Le plus important édifice de la ville est la Cathédrale Sainte-Marie de Fürstenwalde